# Laukkujärvi (sjö i Finland, Kajanaland)
Laukkujärvi är en sjö i Finland. Den ligger i kommunen Suomussalmi i landskapet Kajanaland, i den nordöstra delen av landet, 600 km norr om huvudstaden Helsingfors. Laukkujärvi ligger 234 meter över havet. Den är 13,2 meter djup. Arean är 45,7 hektar och strandlinjen är 4,57 kilometer lång. Sjön  ingår i Uleälvens huvudavrinningsområde. 